# Casa del Telegrafista

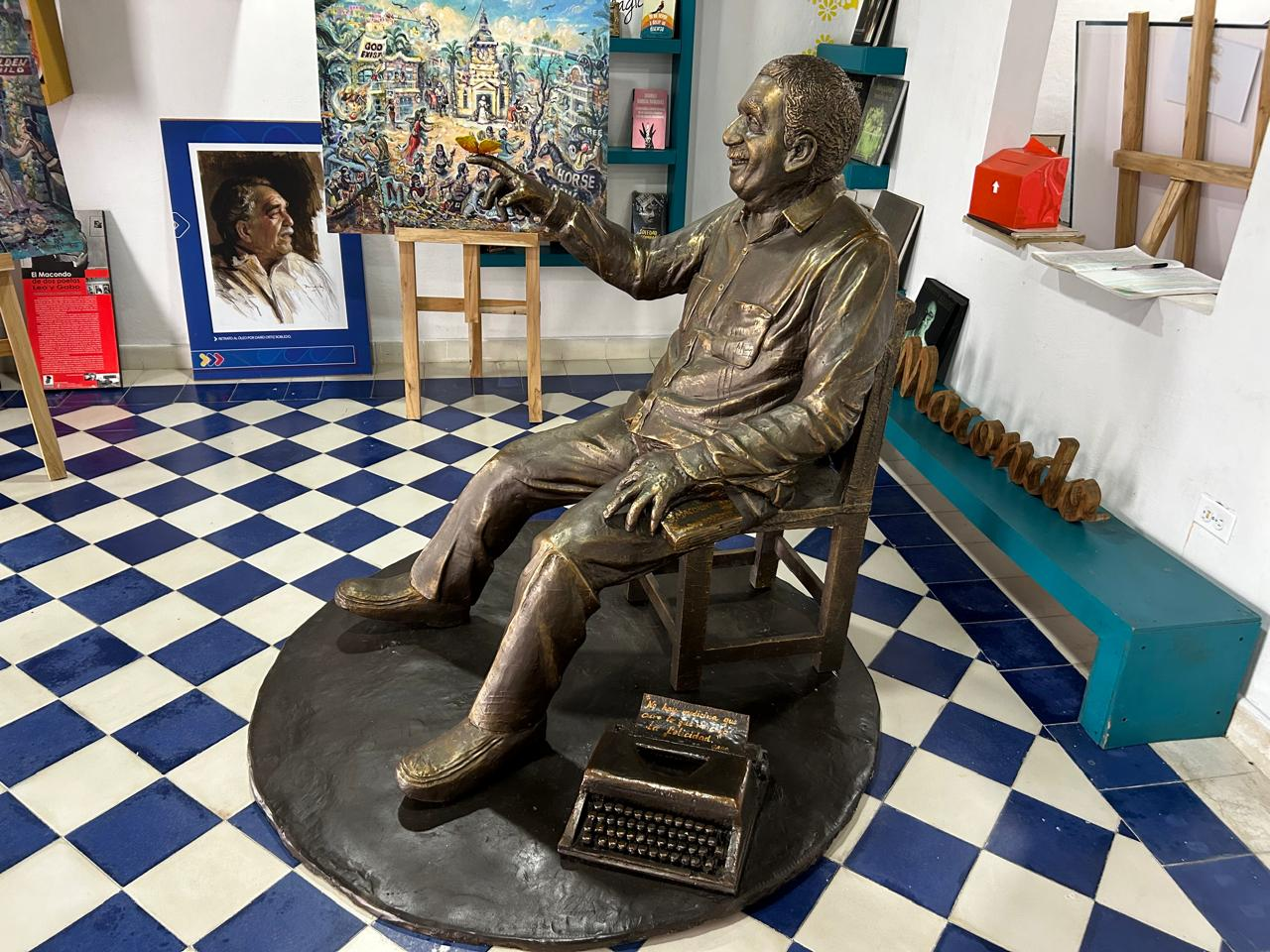
Estatua de García Márquez en la Casa del Telegrafista

La Casa del Telegrafista es un museo de Aracataca, población donde nació Gabriel García Márquez. Está localizado en el norte del municipio. En sus instalaciones funcionó la Administración Postal Nacional, donde Gabriel García Martínez, progenitor de García Márquez, trabajó como telegrafista de Aracataca.